# مدرسه علمیه امام خمینی (تهران)
مدرسه علمیه امام خمینی از مدارس دینی معروف تهران زیر نظر حوزه علمیه تهران در سال ۱۳۸۲ (خورشیدی) توسط کاظم صدیقی در محله اُزگُل تأسیس گردید.
این مدرسه دارای بیش از ۴۰۰ طلبه در سطح اول تا مقطع خارج می‌باشد که هرساله بنا بر ضوابط مصوب مرکز مدیریت حوزه‌های علمیه و ضوابط داخلی خود اقدام به جذب جوانان علاقه‌مند می‌نماید.
مؤسس مدرسه علمیه امام خمینی (کاظم صدیقی)، عهده‌دار امر تولیت مدرسه است و مدیریت آن که از جانب وی منصوب می‌شود، حجت‌الاسلام عادل محسنی است.
مدرسه از مجموعه ای شامل مَدرَس‌ها (کلاس درس)، حُجَرات (خوابگاه)، بخش اداری، مسجد امام رضا، مقبره شهدای گمنام، ساختمان اساتید، کتابخانه، توقفگاه و دفتر فنی مهندسی (پشتیبانی) تشکیل شده‌است و دارای بیش از ۵۰ مَدرَس و ۱۲۰ حُجرِه در ۵ بلوک و هر بلوک دارای ۴ طبقه و هر طبقه شامل ۶ حُجره می‌باشد. هر حجره به‌طور میانگین ظرفیت پذیرش ۴ یا ۵ نفر را دارا است. مدرسه امام خمینی دارای کتابخانه‌ای با حدود بیش از ۱۰۰۰۰ جلد کتاب و سالن مطالعه با تعداد سی میز مطالعه است. در کتابخانه یک اتاق رایانه برای انجام فعالیت‌های پژوهشی و نرم‌افزاری وجود دارد.
این مدرسه در تهران، ازگل، خیابان نوبهار، خیابان گلستان شرقی، پلاک ۲۲ با کد پستی: ۱۶۹۷۸۱۶۷۸۱ واقع می‌باشد.
هرسال طلابی در این حوزه علمیه با برگزاری مراسم عمامه‌گذاری ملبس به لباس روحانیت می‌شوند. از جمله شرایط معمم شدن طلاب در این مدرسه علمیه این است که ابتدا باید از میان طلبه‌های پایه ششم به بالا باشند، همچنین علاوه بر صلاحیت‌های علمی، لازم است طلاب حداقل به مدت ۶ ماه نسبت به امربه معروف و نهی از منکر خانمهای بدحجاب در خیابان اقدام نمایند. به همین منظور کمیته مربوطه در مدرسه تشکیل شده و به بررسی صلاحیت افراد مذکور می‌پردازد که پس از تأیید صلاحیت‌ها، طلاب موفق به عمامه‌گذاری می‌شوند.

## فعالیت‌های مدرسه

### تهذیب و اخلاق در راس امور است
کاظم صدیقی در همه سخنرانی ها تهذیب نفس و اخلاق اسلامی و تقوی  را اولویت اصلی و فقر مردم را ناشی از بی تقوایی آنها می‌داند.
صدیقی که ریاست ستاد امربه معروف و نهی از منکر را عهده دار می باشد شان امربه معروف و نهی از منکر را فقط حجاب ظاهری زنان و دختران می داند حال آنکه به باور اکثر متدینین و افراد جامعه باتوجه به فساد مالی ناشی از زمین خواری باغ ازگل و تبدیل باغ گیلاس با نفوذ در شهرداری و اداره اوقاف به حوزه علمیه و واریز ماهیانه یک میلیارد تومان اجاره هتل جهان مشهد مستحق ترین شخص برای امربه معروف و نهی از منکر می باشد.

### تدریس درس خارج فقه و خارج اصول
در این حوزه علمیه درس خارج فقه که بالاترین سطح تحصیلی حوزه علمیه است توسط آیات و حجج اسلام: کاظم صدیقی و سید محسن میری و حمید حوالی شهریاری تدریس می‌شود.
بعد از پایان دروس سطح در حوزه‌های علمیه، درس خارج شروع می‌شود، منظور از درس خارج در حوزه‌های علمیه، درس‌هایی است که کتاب معین و مشخصی تدریس نمی‌شود، بلکه استادان دروس خارج که معمولاً مراجع و مجتهدان هستند، یکی از متون فقهی و کتاب‌های علمای گذشته را به عنوان متن قرار می‌دهند و در هر مسئله از مسائل فقهی به صورت مستدل با توجه به ادله اربعه؛ قرآن، حدیث، عقل و اجماع به بحث و بررسی اقوال می‌پردازند و پس از بررسی همه‌جانبه اطراف مسئله در پایان نظر خود را در آن موضوع اعلام می‌کنند.
این شیوه از تدریس برای تبیین مسائل فقهی و برای پرورش روحانیون جهت آشنایی به نحوه ورود و خروج در مسائل و چگونگی تتبع در مسائل فقهی است، البته باید توجه داشت که تدریس «فقه» معمولاً زمان نسبتاً زیادی را به خود اختصاص می‌دهد؛ چون با توجه به اینکه بیش از ۴۰ عنوان موضوعات اصلی فقهی مطرح می‌شود، یک باید عمرش را در این راه بگذارد تا بتواند این موضوعات را بررسی و تدریس کند.
در تهران نیز دروس خارج از سوی مراجع و مجتهدان تدریس می‌شود و روحانیون تهرانی پای درس استادان خود حاضر می‌شوند که دروس خارج فقه مدرسه امام خمینی نیز از آن جمله می‌باشد که به شرح زیر است:
| استاد        | موضوع                  | مکان                   | زمان                 |
| ------------ | ---------------------- | ---------------------- | -------------------- |
| کاظم صدیقی   | خارج فقه: آیات الاحکام | مدرسه علمیه امام خمینی | شنبه‌ها:۱۶_۱۷         |
| سیدمحسن میری | خارج فقه :مکاسب محرمه  | مدرسه علمیه امام خمینی | دوشنبه‌ها:۱۵:۳۰–۱۶:۳۰ |
| حمید شهریاری | خارج فقه: فقه القضا    | مدرسه علمیه امام خمینی | شنبه‌ها:۷–۹           |

### فعالیت‌های علمی - پژوهشی
درس‌های اخلاق منظم، همراهی اساتید مستقر و فارغ‌التحصیل از مؤسسات عالی فقهی، آموزشی و پژوهشی قم، نظارت ناظران آموزشی، دارا بودن ۱۲ کارگروه پژوهشی فعال، برگزاری دوره‌های مختلف مهارت‌های کاربردی، دوره‌های مکالمه زبان انگلیسی و عربی، کلاس‌های حفظ قرآن، نشست‌های بصیرت‌افزایی، حضور مشاوران تحصیلی و خانوادگی، اردوهای تبلیغی و جهادی، دارا بودن مراکز تخصصی فقه، اخلاق، تربیت مشاور اسلامی و مدرسی فقه و اصول از جمله فعالیت‌های آموزشی این مدرسه می‌باشد. هر طلبه در طول سال تحصیلی باید بیش از یک یا دو تحقیق و پژوهش ارائه نماید که یکی از آن‌ها پژوهش آموزش محور، متناسب با آموزش‌های تحصیلی است و دیگری با محوریت معارف اسلامی. معاونت پژوهش مدرسه علمیه امام خمینی با تأکید بر تربیت طلاب محقق و پژوهشگر گفته‌است: ما برای تولید مقالات غنی سعی نموده‌ایم تا در حد توان، تمام امکانات پژوهشی را در اختیار طلاب قرار دهیم. وی هم چنین افزوده‌است: در این مدرسه با معرفی منابع پژوهشی و در اختیار گذاشتن استادان راهنمای مجرب و مسلط به امر پژوهشی شرایطی را برای طلاب فراهم کرده‌ایم تا در فضایی کاملاً علمی و با حداقل موانع احتمالی، بتوانند در تألیف مقالات غنی و ارزشی و موفق، قدم بردارند.

### فساد مالی
در اسفند ماه ۱۴۰۲ یاشار سلطانی روزنامه نگار ، مدارکی را منتشر کرد که بر اساس آن قطعه زمینی به مساحت ۴۲۰۰ متر از املاک حوزه خمینی به شرکت پیروان اندیشه‌های قائم منتقل شده‌است. طبق این مدارک شرکت در آبان ماه همین سال و به مدیریت و صاحب سهامی کاظم صدیقی، پسرانش و عروسش تأسیس شده و بلافاصله پس از آن انتقال این ملک که ارزشش هزار میلیارد تومان برآورد شده، صورت گرفته‌است. همچنین اجاره ماهانه هتل جهان مشهد که وقف حوزه خمینی شده، مستقیماً به حساب کاظم صدیقی واریز می‌شود.